# 模範街
金門模範街，是中華民國歷史建築之一，位於金門縣金城鎮，原名模範街，1979年中美斷交，改名自強街，象徵需自立自強，數年後再改回原名。為丁字形的街道，共有40間。1924年，當時的金門縣商會會長傅錫琪與地方紳士翁同文決定為金門建起一條「足以為模範」的街道，因此前往南洋集資並蓋起這條街道。
建築風貌具日本、閩南、西洋、南洋等各種風格。建築多為二進店屋，第一進為日式洋樓，第二進為閩式建築。是金門維持許久的老街之一。